# مارتن جان (سياسي)
مارتن جان هو اقتصادي وسياسي تشيكي، ولد في 21 يناير 1970. نشط حزبياً في مستقل. وقد انتخب Deputy Prime Minister of the Czech Republic ‏ (25 أبريل 2005 – 31 ديسمبر 2005) وانتخب Deputy Prime Minister of the Czech Republic ‏ (4 أغسطس 2004 – 25 أبريل 2005).